# Vruchtbare Sikkel

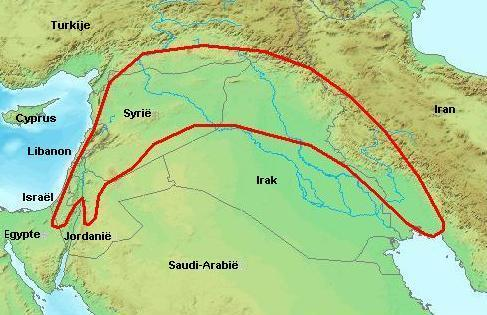
Situering van de 'Vruchtbare Sikkel'

Deze kaart toont de uitbreiding van de 'Vruchtbare Sikkel'.

De Vruchtbare Sikkel of Vruchtbare Halvemaan – de laatste naam is bedacht door de bij leven aan de Universiteit van Chicago verbonden archeoloog James Henry Breasted – is een gebied in het Midden-Oosten, dat (delen van) het huidige Egypte, Israël, Palestina, Jordanië, Koeweit, Libanon, Syrië, Irak, Iran en Turkije omvat. De term wordt meestal gebruikt om het gebied aan te geven waarvan archeologisch is vastgesteld dat er zeer vroeg akkerbouw ontstond. Dit en de verspreiding van de akkerbouw staat bekend als de neolithische revolutie. De neolithische revolutie hield in dat jagers en verzamelaars overgingen op akkerbouw en veeteelt.
Onder andere Syrië, Mesopotamië en Egypte behoren tot de Vruchtbare Sikkel. Sommige auteurs rekenen ook Cyprus tot de Vruchtbare Sikkel.
De oudste bewijzen van akkerbouw zijn C14-dateringen van emmertarwe die gedateerd zijn op 8500 v.Chr.. Hiermee is het de oudste bewezen akkerbouw ter wereld, want andere akkerbouwgebieden, zoals China en verschillende delen van Amerika, ontwikkelden zich pas later.
Het gebied was geschikt voor akkerbouw omdat het gekenmerkt werd door een beperkte, maar regelmatige regenval. De Vruchtbare Sikkel is of was in realiteit geen bijzonder vruchtbare streek. Zij was echter een goede plek voor het ontstaan van akkerbouw omdat er veel voor domesticatie geschikte plantensoorten voorkomen. Juist omdat er een relatief droog klimaat heerste, waren er zeer veel grassoorten aanwezig van waaruit verschillende graansoorten gedomesticeerd konden worden. Huidige vruchtbare akkerbouwgebieden als in West-Europa waren veel minder geschikt voor de eerste vormen van akkerbouw, omdat daarvoor eerst de uitgestrekte bossen moesten worden gerooid.
Oorspronkelijk ontstond deze akkerbouw in de heuvels rondom de riviervalleien in het huidige zuidoosten van Turkije en zuidwesten van Iran. Pas na de introductie van irrigatie rond 6000 v.Chr. werden de rivierdalen van de Eufraat en Tigris geschikt voor akkerbouw, omdat de regen daar in het verkeerde deel van het jaar valt. Vanaf toen vormden de rivierdalen van Mesopotamië (het huidige Irak) het centrum van de eerste landbouwsamenlevingen.

## Veeteelt (dierendomesticatie)
De geit werd gedomesticeerd iets voor 7.000 v. Chr. in de oostelijke en droogste gebieden, die geschikt zijn voor de geitenhouderij, d.w.z. West-Iran en kort daarna ook Noordoost-Irak. In Egypte werd de geit gedomesticeerd vanaf 5.600 v. Chr.
Het schaap werd ca 7.100 v. Chr. gedomesticeerd in Zuidoost-Turkije en Noord-Syrië. In Egypte werden schapen gedomesticeerd van ongeveer 5.600 v. Chr. 
Het varken werd vóór 7.000 v. Chr. gedomesticeerd in Libanon, Syrië en Turkije. In het dorp Hallan Çemi in de oostelijke Taurus (gebergte) begon men vanaf ca 9.500 v. Chr. met de domesticatie van varkenachtigen. 
Ossen werden gedomesticeerd ca 7.000 v. Chr. in Zuidoost-Turkije.

## Situering
De grenzen van het gebied zijn niet precies gedefinieerd, maar het gebied is zo'n 400.000 tot 500.000 km2 groot. Egypte wordt soms tot de Vruchtbare Halvemaan gerekend omdat daar in diezelfde tijd landbouw ontstond, mede door de gunstige invloed van de Nijl. Algemeen wordt aangenomen dat het gebied zich uitstrekte over Anatolië, de Levant, Mesopotamië, en het Oude Egypte.